# 五音戏
五音戏是流传于山东省淄博、济南的一种地方剧种。19世纪起源于山东章丘、历城。原为边打鼓边唱的“秧歌腔”小戏，无文场伴奏，剧情反映劳动者的普通生活。后加入文场伴奏，规模和表现题材都有所扩大。有小旦、小生、小丑等行当。五音戏的表演口语化，一般先吐字后行腔，女腔后尾用假嗓，歌调优美，适合表达丰富的情感。传统剧目有160多部，包括《王小赶脚》、《拐磨子》、《亲家顶嘴》、《墙头记》等。邓洪山（艺名“鲜樱桃”）是20世纪五音戏的代表人物，其“飘眉、送目、飞老鸹”的表演技法深受群众喜爱。